# Església de la Mare de Déu del Roser de Sedaví
L'Església Parroquial de la Mare de Déu del Roser és un temple catòlic situat en el municipi de Sedaví. És Bé de Rellevància Local amb identificador nombre 46.16.223-001.

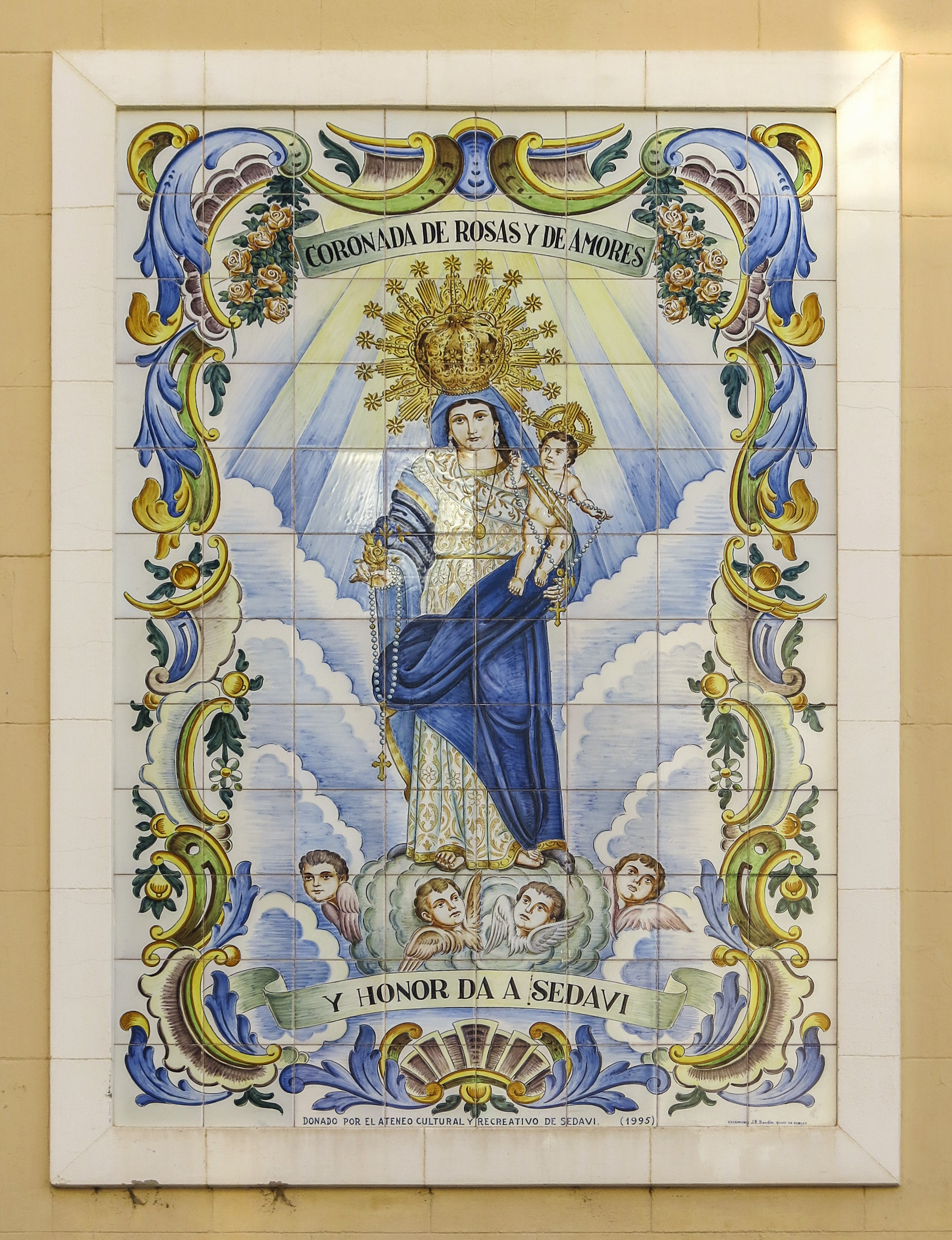
Plafó ceràmic de la façana